# Izoterm állapotváltozás
Az izoterm állapotváltozás vagy izoterm folyamat olyan állapotváltozás, amely során a termodinamikai rendszer hőmérséklete nem változik. (Az izo- görög eredetű, jelentése azonos, egyenlő. A -term szintén görög eredetű, jelentése hő, hőmérséklet.)

Izoterm állapotváltozás p–V diagramja

A gáz izoterm változás során végzett munkája a p–V diagram alapján

Az ideális gáz izoterm állapotváltozását a Boyle–Mariotte-törvény írja le: A zárt térben levő, állandó hőmérsékletű gáz nyomása és térfogata fordítottan arányos egymással. Képlettel:
{\displaystyle p\cdot V={\text{állandó}}\,}
A fordított arányosságnak megfelelően az izoterm folyamat nyomás–térfogat diagramja hiperbola.
Az állapotváltozás kezdő- és végpontján mérhető állapotjelzők közötti összefüggés:
{\displaystyle {\frac {p_{1}}{p_{2}}}={\frac {V_{2}}{V_{1}}}\,}
Izoterm állapotváltozás esetén az entalpia és a belső energia nem változik. Ez úgy lehetséges, ha tágulás közben a gáz által végzett munkával azonos mennyiségű hőt vesz fel a környezetétől. (Ellenkező esetben a gáz lehűlne.) A gáz összenyomásakor viszont a közeg felmelegedne, ezért hogy az eredeti hőmérsékletet megtartsa, hőt kell leadnia a környezetének.
Az izoterm folyamatban az n anyagmennyiségű, T hőmérsékletű gáz által felvett Q hő, illetve gáz által végzett W' munka nagysága:
{\displaystyle Q=W'=\int _{V_{1}}^{V_{2}}p~dV=\int _{V_{1}}^{V_{2}}{\frac {n\cdot R\cdot T}{V}}~dV=n\cdot R\cdot T~\ln {\frac {V_{2}}{V_{1}}}=n\cdot R\cdot T~\ln {\frac {p_{1}}{p_{2}}}=n\cdot T\cdot (s_{2}-s_{1})}